# Domino Records
Domino Records är ett brittiskt skivbolag, grundat 1993, som främst inriktar sig på indieband.

## Artiststall
- Adem Ilhan
- Alex G
- Animal Collective
- Archie Bronson Outfit
- Arctic Monkeys
- Lou Barlow
- The Blueskins
- Bonnie "Prince" Billy
- Chief
- Clearlake
- Clinic
- Matt Elliott
- Fire Engines
- The Folk Implosion
- Four Tet
- Franz Ferdinand
- Fridge
- Hood
- The Kills
- King Creosote
- Jason Loewenstein
- Loose Fur
- The Magnetic Fields
- Stephen Malkmus
- Max Tundra
- Juana Molina
- Mouse On Mars
- Movietone
- Neutral Milk Hotel
- Jim O'Rourke
- Orange Juice
- David Pajo
- Papa M
- The Pastels
- Pavement
- Pram
- Preston School Of Industry
- Quasi
- Real Estate
- Royal Trux
- Sebadoh
- Silver Jews
- Elliott Smith
- Smog
- Sons and Daughters
- Test Icicles
- The Beautiful New Born Children
- The Last Shadow Puppets
- The Television Personalities
- To Rococo Rot
- u.n.p.o.c.
- Weird War
- Wild Beasts
- Woodbine
- James Yorkston and The Athletes